# Elezioni presidenziali in Argentina del 1946
Le elezioni presidenziali in Argentina del 1946 si tennero il 24 febbraio.

## Risultati
| Candidati              | Candidati         | Partiti                                       | Voti      | %     | Delegati |
| Presidente             | Vicepresidente    | Partiti                                       | Voti      | %     | Delegati |
| ---------------------- | ----------------- | --------------------------------------------- | --------- | ----- | -------- |
| Juan Domingo Perón     | Hortensio Quijano | Giunta Nazionale di Coordinamento Politico    | 1 487 866 | 52,84 | 304      |
| José Pascual Tamborini | Enrique Mosca     | Unione Democratica                            | 1 207 080 | 42,87 | 72       |
| Nessun candidato       | -                 | Partito Democratico Nazionale                 | 43 499    | 1,54  | –        |
| Nessun candidato       | -                 | Unione Civica Radicale Blocchista             | 13 469    | 0,48  | –        |
| Nessun candidato       | -                 | Unione Civica Radicale di Santiago del Estero | 12 362    | 0,44  | –        |
| Nessun candidato       | -                 | Unione Civica Radicale Lencinista             | 3 918     | 0,14  | –        |
| Nessun candidato       | -                 | -                                             | 47 558    | 1,69  | –        |
| Totale                 | Totale            | Totale                                        | 2 815 752 | 100   | 376      |